# Carl Christian Philipp Reichel
Carl Christian Philipp Reichel (russisch Карл Яковлевич Рейхель/Karl Jakowlewitsch Reichel; * 28. September 1788 in Warschau; † 1857 in Tultschyn) war ein Maler, Zeichner, Miniaturmaler, Kupferstecher, Medailleur.
Er war Sohn von Johann Reichel (um 1746–1801), dem Medailleur der Warschauer Münzanstalt. Zusammen mit seinem Vater, seinem älteren Bruder Johann Jakob Reichel und seinem jüngeren Bruder Kasimir Reichel kam er 1799 oder 1800 nach Sankt Petersburg.
1801 begann er sein Studium an der Russischen Kaiserlichen Kunstakademie bei Stepan Semjonowitsch Schtschukin. Er beendete sein Studium mit einer Goldmedaille der 1. Klasse. Dank dem erhaltenen Stipendium besuchte er mit seinem Bruder 1810–1811 Warschau, Paris und Dresden.
Zurück in Petersburg 1811, beschäftigte er sich hauptsächlich mit der Porträtmalerei. 1819 besuchte er die Stadt Tultschyn in der Ukraine, wo er Sophie Alexejewna Anastasjewa heiratete. Am Ende der 1830er Jahre siedelte er mit seiner Familie nach Nowgorod, wo sein jüngerer Bruder Kasimir Reichel der Posten des Gouverneurs bekleidete.
1843 kam er nach Moskau, 1845 nach Sibirien zum Besuch bei seiner Schwiegermutter M. K. Juschnewska. Seit 1848 wohnte er in Kjachta an der russisch-chinesischen Grenze. Im Juni 1857 kam er mit seiner Tochter Sophie nach Kijew und weiter nach Tultschyn, wo er bald starb.

## Quellen

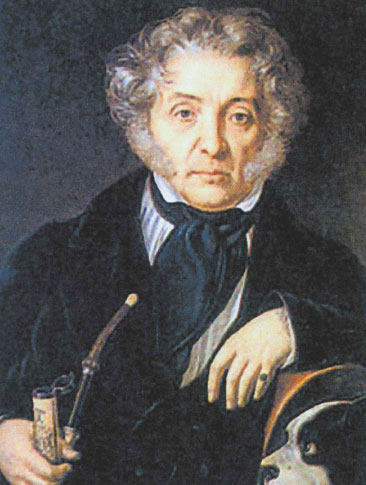
Porträt Graf Tolstoi
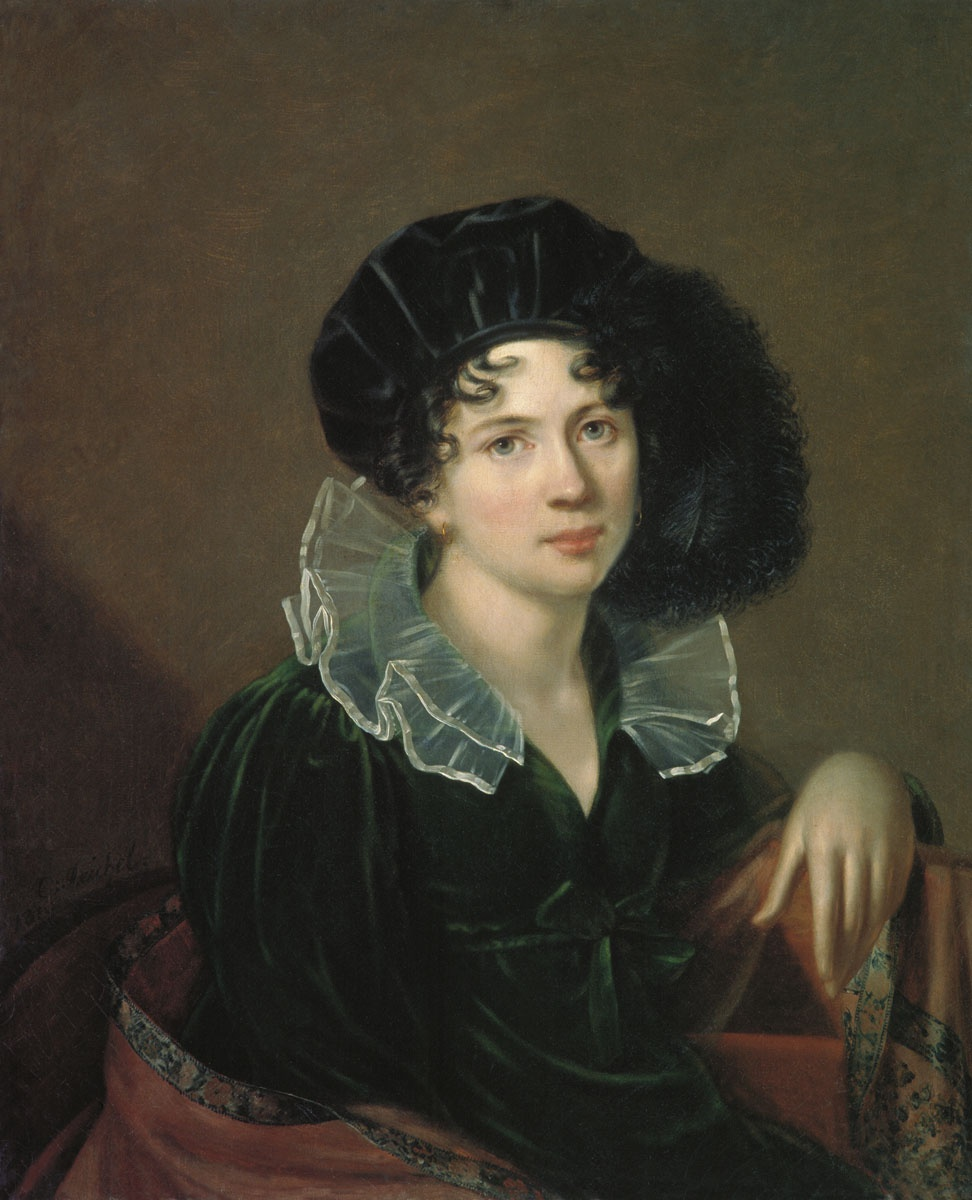
Porträt Tatjana Golitsyna
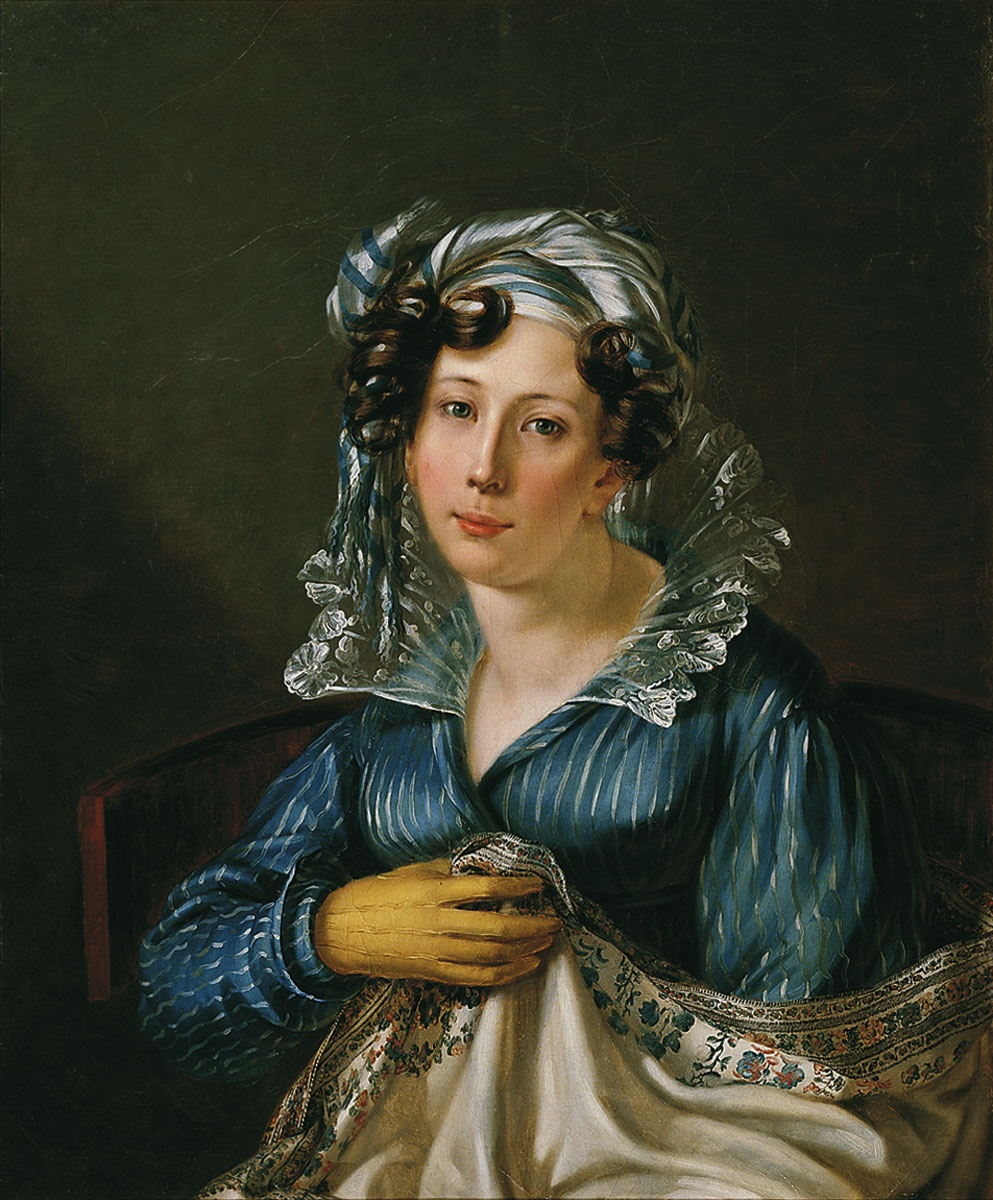
Porträt Vera Wjasemskaja
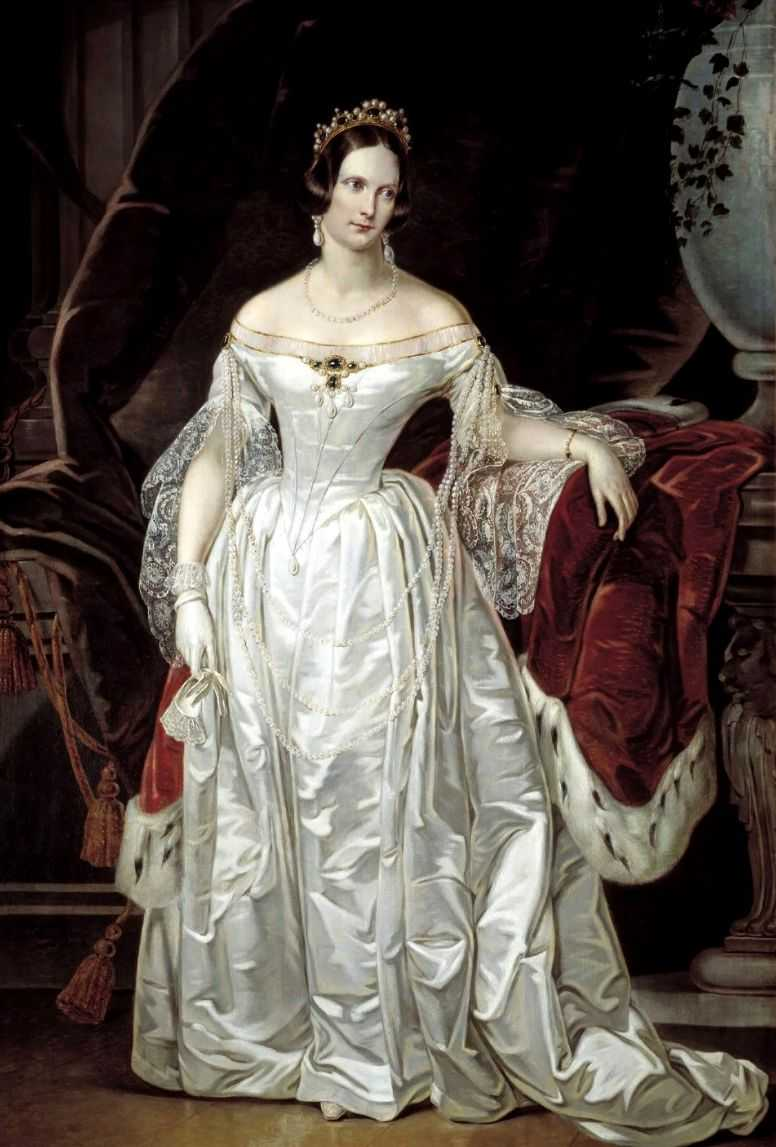
Porträt der Zarin Alexandra Fjodorowna